# Gamasellopsis curtipilus
Gamasellopsis curtipilus är en spindeldjursart som beskrevs av Loots e Ryke 1966. Gamasellopsis curtipilus ingår i släktet Gamasellopsis och familjen Ologamasidae. Inga underarter finns listade i Catalogue of Life.